# Modiolo del ángulo de la boca
El modiolo del ángulo de la boca, o simplemente conocido como modiolo (Modiolus anguli oris), es una estructura conformada por fibras musculares provenientes de varios músculos que se encuentran cerca de la boca y nariz.
Trabajando en conjunto, este sistema de fibras tiene una labor fundamental en el movimiento de los labios, orificios nasales, mandíbula y mejillas: actividades simples del rostro como beber, deglutir, masticar, modular y succionar.
El modiolo es causante en gran parte de la existencia de hoyuelos en muchos individuos.
El modiolo incluye en su estructura las fibras de los siguientes músculos:
- Músculo orbicular de la boca
- Músculo buccinador
- Músculo elevador del ángulo de la boca
- Músculo depresor del ángulo de la boca
- Músculo cigomático mayor
- Músculo cigomático menor
- Músculo elevador del labio superior
- Músculo risorio
- Músculo platisma